# Okraj Ženavci
Okraj Ženavci (Jennersdorf) je politični okraj na Gradiščanskem.

## Geografija
Okraj Ženavci (Jennersdorf) je najjužnejši okraj Gradiščanske. Na vzhodu meji na Madžarsko, na jugu pa na Slovenijo. Pokrajino oblikujejo doline Rabe in njenega levega pritoka Lapinča, ki tečeta skozi okrožje od zahoda proti vzhodu. Najvišja vzpetina je Sotinski breg (Stadelberg) na slovenski meji s 417 m nad morjem
Okraj obsega 253,34 km² in meri približno 45 km od severa proti jugu  in na najširši točki približno 10 km od zahoda proti vzhodu.

### Sosednji okraji
| Hartberg Fürstenfeld Štajerska Avstrija | Gising (Güssing) Gradiščanska Avstrija |               |
|                                         |                                        | Vas Madžarska |
| Jugovzhodna Štajerska Avstrija          | Goričko, Kuzma Slovenija               | Vas Madžarska |

## Pripadajoče občine
Okraj Ženavci (Jennersdorf) obsega skupno dvanajst občin, in vključuje eno mesto in sedem trgov.

## Promet

### Ceste
Gisinška cesta  B 57 povezuje dolino Rabe z dolino Lapinče ter se nadaljuje v dolino Strem do Gislinga. Gleisdorfska cesta B 65 poteka od madžarske meje po dolini Lapinče v smeri vzhod-zahod do Fürstenfelda in naprej do Gradca. Skrajni sever poteka skozi Stegersbacher ceste B 57a, medtem ko se na skrajni jug lahko pride preko Doberske ceste B 58, ki pelje od Ženavcev do slovenske meje.
Na območju okraja ni avtoceste. Najbližja avtocesta je Južna avtocesta  A 2 od Gradca do Dunaja, do katere pridete preko križišča Ilz-Fürstenfeld (138).

### Železnica
Štajerska vzhodna železnica od Gradca do Sombotela poteka skozi območje okraja v smeri zahod-vzhod. Železniški postaji Ženavci (Jennersdorf) in Modinci (Mogersdorf)  se nahajata v okrožju, vmesna postaja v Badavcih (Weichselbaumu an der Raab) je bila zaprta.

## Posebne občine
Najsevernejša občina je Mrzli most  (Deutsch Kaltenbrunn), najjužnejša in hkrati najbolj zahodna pa Dobra (Neuhaus am Klausenbach). Najbolj vzhodno se nahaja Sveti križ (Heiligenkreuz) v dolini Lapinča na madžarski meji.Najmanjša občina je Mlin-Grabno (Mühlgraben) s približno 5,50 km², medtem ko je Sveti Martin na Rabi največja s približno 43 km².
Najmanj prebivalcev ima Mlin-Grabno (Mühlgraben) ( 385 ), največ pa ima mesto Ženavci s 4154 prebivalci (na dan 1. januar 2022 ).

## Spletne povezave
- Okraj Ženavci na Gradiščanskem.at

46.936816.1415Koordinaten: 46° 56′ N, 16° 8′ O
1. ↑  »Bevölkerung zu Jahresbeginn nach administrativen Gebietseinheiten (Bundesländer, NUTS-Regionen, Bezirke, Gemeinden) 2002 bis 2024 (Gebietsstand 1.1.2024)« (ODS). Statistik Austria., 2024-01-01.